# Nempitz

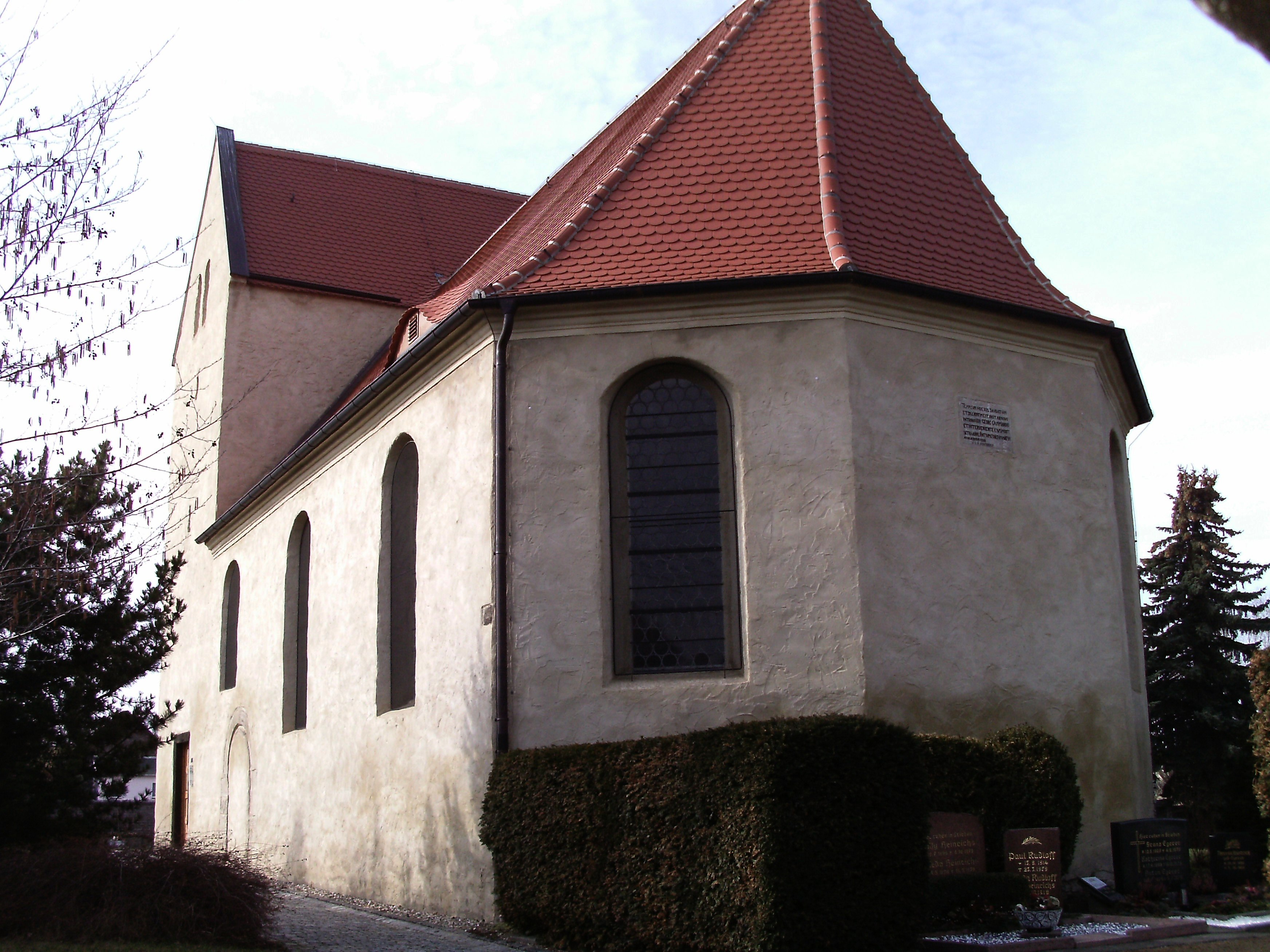
Kirche

Nempitz ist ein Ortsteil der Stadt Bad Dürrenberg im Saalekreis in Sachsen-Anhalt (Deutschland).
Von 2006 bis 2009 gehörte Nempitz zur Verwaltungsgemeinschaft Bad Dürrenberg. Bis zur Eingemeindung nach Bad Dürrenberg am 1. Januar 2010 war Nempitz eine selbständige Gemeinde.

## Geografie
Nempitz liegt zwischen Merseburg und Leipzig an der Landesgrenze zu Sachsen.

## Wappen
Das Wappen von Nempitz zeigt im Halbrundschild auf grünem Grund eine goldene Ähre. Im Hintergrund unten rechts das verjüngende Band der Autobahn in Schwarz.

## Geschichte

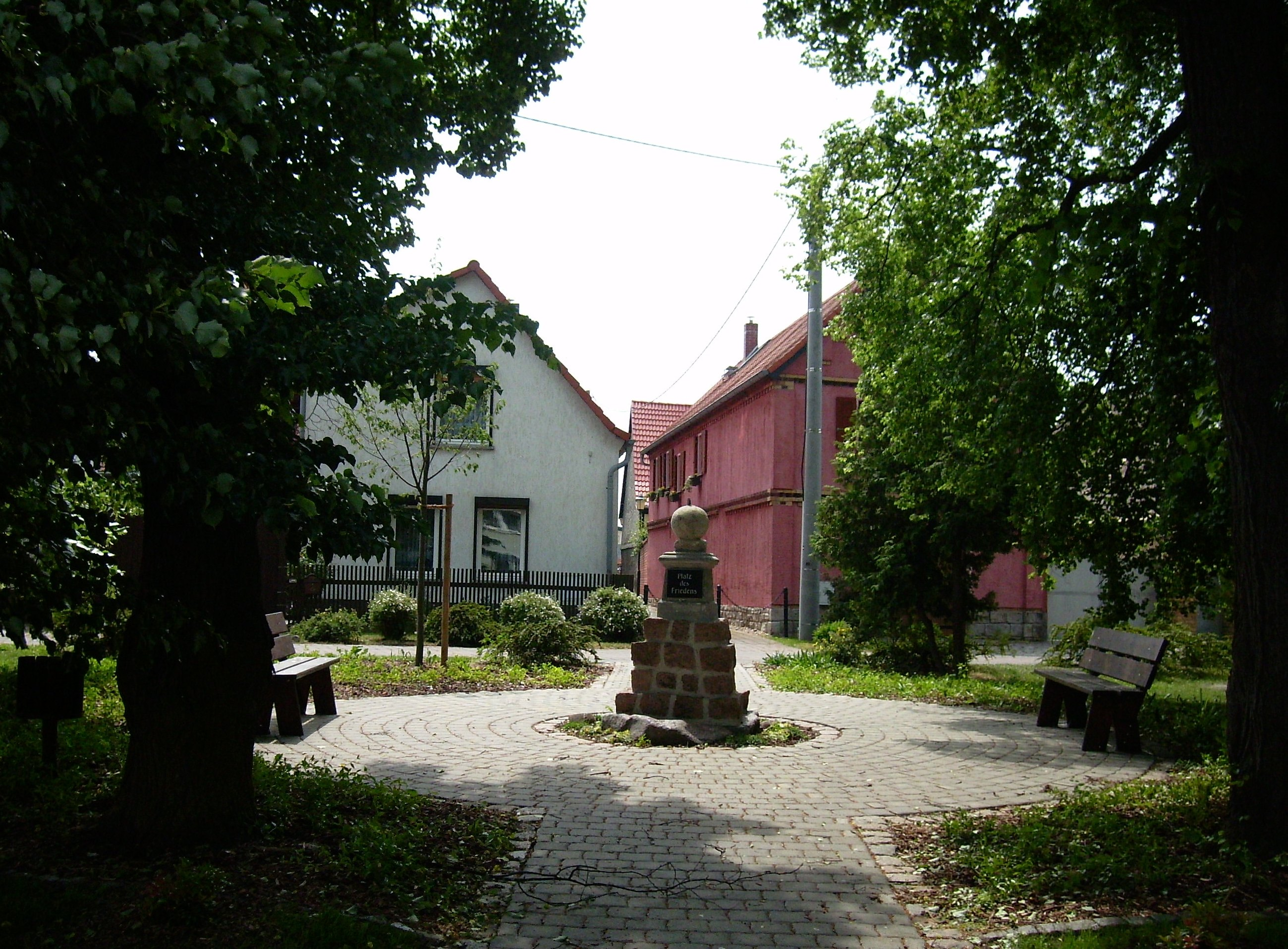
Platz des Friedens

Die Ersterwähnung für Oetzsch als „Ovziz“ war 1197, für Nempitz 1474 und Treben 1477.
Durch die Kirche in Altranstädt erfolgte die kirchliche Betreuung in Oetzsch und Treben, welche später zum Bau von Filialkirchen in den beiden Ortschaften führte. In Oetzsch wurde eine Schule erwähnt, die Kinder aus Treben mussten in Altranstädt zur Schule gehen. Die Verwaltung über die Orte Oetzsch und Treben erfolgte durch das Gut in Altranstädt, das ursprünglich eine Grangie des Zisterzienserklosters Altzelle bei Nossen war. Der Status des Klosterguts mit den zugehörigen Dörfern bestand bis zur Säkularisation des Klosters Altzelle im Jahre 1540 durch den sächsischen Herzog Heinrich den Frommen infolge der Reformation.
Verwaltungsmäßig gehörten Oetzsch, Treben und Nempitz bis 1815 zum Kurfürstentum bzw. Königreich Sachsen. Seit der Säkularisation des Altranstäder Gutshofs im Jahr 1540 kamen die zum Gutsbezirk gehörigen Orte Oetzsch und Treben als Exklaven im hochstift-merseburgischen Amt Lützen zum Kreisamt Leipzig. Nempitz hingegen war Amtsdorf im Amt Lützen. Durch die Beschlüsse des Wiener Kongresses wurden Treben und Oetzsch mit dem Westteil des Amts Lützen, zu dem Nempitz gehörte, im Jahr 1815 an Preußen abgetreten. Bei der politischen Neuordnung Preußens wurden sie 1816 dem Kreis Merseburg im Regierungsbezirk Merseburg der Provinz Sachsen zugeteilt, zu dem sie bis 1952 gehörten.
Die Gemeinde Nempitz entstand am 1. April 1937 aus dem Zusammenschluss der drei Ortschaften Oetzsch, Nempitz und Treben. 
Am Morgen des 16. April 1945 erreichte die Kompanie I des 3. Bataillons des 9. Regimentes, dass zu dieser Zeit dem 38. Regiment der 2. Infanteriedivision der US-Streitkräfte untersteht, aus Richtung Lützen kommend, Nempitz. Nach einem kürzeren Feuergefecht ist die Ortschaft bis etwa 6 Uhr besetzt.
Bei der Kreisreform in der DDR wurde die Gemeinde Nempitz im Jahr 1952 dem Kreis Merseburg im Bezirk Halle zugeteilt, der 1994 im Landkreis Merseburg-Querfurt und 2007 zum Saalekreis kam. Die Eingliederung in größere Verwaltungsgemeinschaften begann schon im Januar 1976 durch den Beschluss zur Bildung eines Gemeindeverbandes mit Bad Dürrenberg. Nach der politischen Wende 1991 trat Nempitz der Verwaltungsgemeinschaft Kötzschau bei, wandte sich aber 2006 wieder der Verwaltungsgemeinschaft Bad Dürrenberg zu, am 1. Januar 2010 wurde Nempitz bei Bad Dürrenberg eingemeindet.
Letzter Bürgermeister von Nempitz war Dieter Martin.
| Jahr | Einwohnerzahl |
| ---- | ------------- |
| 1925 | 273 (Oetzsch) |
|      | 140 (Treben)  |
| 1933 | 509 (Nempitz) |
| 1939 | 490 (Nempitz) |
| 1949 | 868 (gesamt)  |
| 2008 | 293           |

## Wirtschaft und Verkehr
Im Westen der Ortschaft verläuft die A 9, zu der die Auffahrt Bad Dürrenberg führt. Zwischen dem Ort und der Autobahn entwickelte sich ab 1998 ein Autohof mit Gewerbepark auf einer Fläche von 25 ha.
Im öffentlichen Nahverkehr ist Nempitz über die Haltestellen Nempitz und Schulstr. mit folgenden Buslinien erreichbar:
- 737 (PNVG): Merseburg – Bad Dürrenberg – Nempitz – Günthersdorf
- 738 (PNVG): Merseburg – Schladebach – Nempitz
- 743 (PNVG): Merseburg – Bad Dürrenberg – Nempitz – Markranstädt